# Парламентарни избори у Краљевини Србији, фебруар 1888.
На изборима који су извршени 21. фебруара 1888. Народна радикална странка добила је све посланичке мандате, тако да у новој Народној скупштини која се састала 19. марта 1888. године није уопште било представника других странака. Посланици који су били наименовани такође су припадали радикалној странци.
Председник министарског савета је постао Сава Грујић, који је направио своју прву владу.